# Coolidge Corner
Coolidge Corner  es una estación en el Ramal C de la línea Verde del Metro de Boston. La estación se encuentra localizada en Beacon Street y Harvard Street en Boston, Massachusetts.  La Autoridad de Transporte de la Bahía de Massachusetts es la encargada por el mantenimiento y administración de la estación.

## Descripción
La estación Coolidge Corner cuenta con 2 plataformas laterales y 2 vías. 

## Conexiones
La estación es abastecida por las siguientes conexiones: 
- Rutas de autobuses: 66